# Bataille du défilé de la Scie
Guerre des Mercenaires
Batailles
-240 Bataille d'Utique

-240 Bataille de Bagradas

-238 Bataille du défilé de la Scie

-238  Siège de Tunis

-238 Bataille de Leptis Minor
La bataille du défilé de la Scie eut lieu en 238 av. J.-C. ; elle est une des dernières batailles de la Guerre des Mercenaires. Elle se termine par une défaite écrasante des forces rebelles qui sont décimées.

## Déroulement
Hamilcar Barca parvient à bloquer 40 000 insurgés sous le commandement de Spendios dans le défilé « de la Scie ». Le lieu de la bataille est identifié par François Decret à la « région du Djebel Ressas, entre Zaghouan et Grombalia ». Les assiégés espèrent que des renforts débloqueront la situation, en vain. La faim finit par régner dans les rangs des rebelles, qui en sont bientôt réduits à manger de la chair humaine.

## Conséquences
Les mercenaires qui ne sont pas tués sont capturés, à l'instar de Spendios et d'autres chefs rebelles. Les captifs sont crucifiés devant la muraille de Tunis. Pour se venger, Mâtho fait crucifier un membre de l'état-major d’Hamilcar Barca du nom d’Hannibal. Peu de temps après, Mâtho tombe aux mains des Carthaginois auxquels se soumettent les populations libyennes.

## Postérité
Ce conflit est nommé par Gustave Flaubert bataille du défilé de la Hache dans son roman Salammbô, paru en 1862 et basé sur le récit de la guerre opposant Carthage à une partie de ses mercenaires. 